# Chiharu Igaya
Chiharu Igaya (jap. 猪谷 千春, Igaya Chiharu; * 20. Mai 1931 auf Kunaschir, Hokkaidō, Japan (heute: Oblast Sachalin, Ferner Osten, Russland)) ist ein ehemaliger japanischer Skirennläufer. Er war in den 1950er Jahren der erste Skiläufer aus Asien, der in die Weltspitze vordringen konnte. 1982 wurde Igaya Mitglied des Internationalen Olympischen Komitees (IOC), und war von 2005 bis 2012 dessen Vizepräsident. Seit 2012 ist er Ehrenmitglied des IOC.

## Biografie
Igaya begann erst während seines Studiums in den USA, sich auf den Skirennsport zu konzentrieren. Am Dartmouth College entwickelte er sich im Training unter der dem ehemaligen Skiweltmeister Walter Prager zu einem internationalen Spitzenläufer. 1952 nahm er in Oslo erstmals an Olympischen Winterspielen teil und wurde im Slalom Elfter. Sein Durchbruch begann zwei Jahre später mit dem Gewinn der US-amerikanischen Meisterschaft im Slalom und in der Alpinen Kombination. Am 2. Januar 1956 siegte er im Slalom in Adelboden. Bei den Olympischen Winterspielen 1956 in Cortina d’Ampezzo gewann er dann im Slalomwettbewerb hinter Toni Sailer überraschend die Silbermedaille.
Auch 1958 machte er im Adelbodner Slalom (diesmal Rang 4 am 5. Januar) auf sich aufmerksam und danach konnte Igaya seinen Olympiaerfolg bei den Skiweltmeisterschaften 1958 im österreichischen Bad Gastein bestätigen. Im Slalom errang er die Bronzemedaille, zudem wurde er Sechster im Riesenslalom und (mit Rang 15 in der Abfahrt am 9. Februar) Vierter in der Kombination. Bei den "Internationalen Ätna-Rennen" am 20./21. März 1958 gewann er den Slalom und holte Rang 2 im Riesenslalom. 1960 gewann er seinen letzten Meistertitel in den USA und wurde bei den Winterspielen in Squaw Valley noch einmal Zwölfter im Slalom. Danach beendete er seine aktive Sportlaufbahn.
In den Folgejahren baute sich Igaya eine erfolgreiche Karriere als Geschäftsmann auf. Im Mai 1982 wurde er als Nachfolger von Tsuneyoshi Takeda in das Internationale Olympische Komitee gewählt. Dort gehörte er von 1987 bis 1991 und wieder von 1996 bis 2000 dem Exekutivkomitee an. 2005 wählten ihn die Mitglieder des IOC zu einem der Vizepräsidenten der Organisation. Igaya hat mit seiner Frau Akiko zwei Kinder.